# Chrosiothes venturosus
Chrosiothes venturosus är en spindelart som beskrevs av Marques och Buckup 1997. Chrosiothes venturosus ingår i släktet Chrosiothes och familjen klotspindlar. Inga underarter finns listade i Catalogue of Life.